# Wiercień Duży (gromada)
Wiercień Duży – dawna gromada, czyli najmniejsza jednostka podziału terytorialnego Polskiej Rzeczypospolitej Ludowej w latach 1954–1972.
Gromady, z gromadzkimi radami narodowymi (GRN) jako organami władzy najniższego stopnia na wsi, funkcjonowały od reformy reorganizującej administrację wiejską przeprowadzonej jesienią 1954 do momentu ich zniesienia z dniem 1 stycznia 1973, tym samym wypierając organizację gminną w latach 1954–1972.
Gromadę Wiercień Duży z siedzibą GRN w Wiercieniu Dużym utworzono – jako jedną z 8759 gromad – w powiecie siemiatyckim w woj. białostockim, na mocy uchwały nr 21/V WRN w Białymstoku z dnia 4 października 1954. W skład jednostki weszły obszary dotychczasowych gromad Wiercień, Kłopoty Patry, Kłopoty Bujny, Wyromiejki i Lachówka ze zniesionej gminy Czartajew w tymże powiecie. Dla gromady ustalono 10 członków gromadzkiej rady narodowej.
1 stycznia 1959 gromadę Wiercień Duży zniesiono, włączając jej obszar do gromady Czartajew.